# 布鲁克林历史学会
布鲁克林历史学会（英語：Brooklyn Historical Society，BHS）成立于1863年，是一个博物馆、图书馆和教育中心，保护和鼓励对布鲁克林400年历史的研究。
布鲁克林历史学会总部大楼位于美国纽约市布鲁克林区布鲁克林高地街区 Pierrepont 街128号（克林顿街转角），是一处美国国家历史地标，由George B. Post设计，建于1878-81年，当时名为长岛历史学会，1985年改为布鲁克林历史学会。

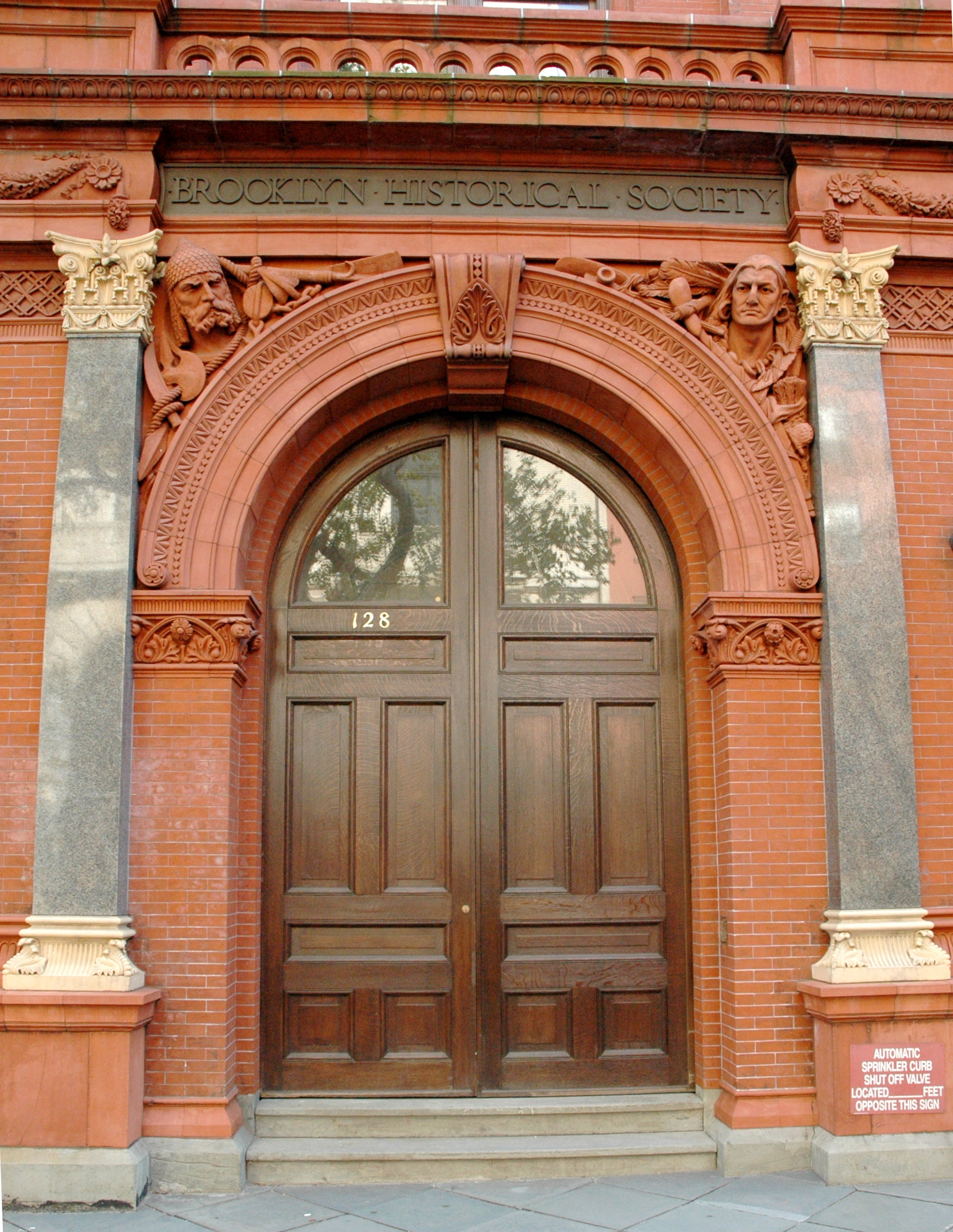